# Pirżan Seitow
Pirżan Seitow (ros. Пиржан Сеитов, ur. 1909, zm. 1984) – radziecki polityk.

## Życiorys
Od 1932 w WKP(b), od 1938 ludowy komisarz rolnictwa Karakałpackiej ASRR, od 1941 do października 1946 przewodniczący Rady Komisarzy Ludowych/Rady Ministrów Karakałpackiej ASRR. Od października 1946 do 1949 I sekretarz Karakałpackiego Komitetu Obwodowego Komunistycznej Partii (bolszewików) Uzbekistanu, 1949-1950 słuchacz Wyższej Szkoły Partyjnej przy KC WKP(b), od 1950 do stycznia 1952 ponownie I sekretarz Karakałpackiego Komitetu Obwodowego KP(b)U. Od 15 lipca 1954 do 1956 ponownie przewodniczący Rady Ministrów Karakałpackiej ASRR, od 29 maja 1957 do 30 lipca 1960 przewodniczący Sownarchozu Karakałpackiego Autonomicznego Rejonu Administracyjnego.